# Titularerzbistum Sebastea
Sebastea  ist ein Titularerzbistum der  römisch-katholischen Kirche.
Der Sitz des Metropoliten geht auf die antike Stadt Sebasteia zurück. Heute heißt sie 
Sivas und ist die Hauptstadt der Provinz Sivas in der Türkei.
| Titularerzbischöfe von Sebastea |                                            |                                                                |                    |                   |
| Nr.                             | Name                                       | Amt                                                            | von                | bis               |
| 1                               | Giuseppe Corti                             | Weihbischof in Prag (Böhmen)                                   | 22. Juni 1654      | 30. März 1662     |
| 2                               | Petrus Codde CO                            | Apostolischer Vikar der niederländischen Mission (Niederlande) | 7. Oktober 1688    | 18. Dezember 1710 |
| 3                               | Nicola Negrone                             |                                                                | 15. Dezember 1728  | 11. März 1735     |
| 4                               | Renato Massa                               | Bischof von Rimini (Italien)                                   | 17. April 1741     | 13. Juni 1744     |
| 5                               | Pietro Bonaventura Savini                  | emeritierter Bischof von Montalto (Italien)                    | 16. September 1748 |                   |
| 6                               | Nicola Colonna di Stigliano                |                                                                | 20. Mai 1776       | 24. Juli 1786     |
| 7                               | Mateo Delgado Moreno                       |                                                                | 22. Dezember 1800  | 9. August 1802    |
| 8                               | François-Marie-Joseph Lecourtier           | emeritierter Bischof von Montpellier (Frankreich)              | 16. Januar 1874    | 19. August 1885   |
| 9                               | Jean-Natalis-François Gonindard            | Koadjutorerzbischof von Rennes (Frankreich)                    | 26. Mai 1887       | 5. März 1893      |
| 10                              | Placide Louis Chapelle                     | Koadjutorerzbischof von Santa Fe (New Mexico, USA)             | 12. Mai 1893       | 7. Januar 1894    |
| 11                              | Emidio Taliani                             | Kurienerzbischof                                               | 22. Juni 1896      | 22. Juni 1903     |
| 12                              | Giovanni Cagliero SDB                      | Apostolischer Internuntius                                     | 24. März 1904      | 6. Dezember 1915  |
| 13                              | Enrico Gasparri                            | Apostolischer Nuntius                                          | 9. Dezember 1915   | 14. Dezember 1925 |
| 14                              | George Joseph Caruana (Jorge José Caruana) | Apostolischer Nuntius                                          | 23. Dezember 1925  | 25. März 1951     |
| 15                              | Arthur Alfred Sinnott                      | emeritierter Erzbischof von Winnipeg (Kanada)                  | 14. Januar 1952    | 18. April 1954    |
| 16                              | Luigi Punzolo                              | Apostolischer Administrator von Velletri (Italien)             | 6. Dezember 1954   | 27. Juli 1989     |